# François Hérincq
François Hérincq (1820 - 1891 ) fue un botánico, horticultor, e ilustrador francés.

## Algunas publicaciones
- françois Hérincq, joseph Decaisne. 1835. Figures pour l'almanach du bon jardinier .... Ed. Dusacq, N.º 16: 404 pp. Otras ediciones: 2.ª ed. 1822; 13.ª ed. 1845; 14.ª ed. 1848; 15.ª ed. 1850

- antoine Jacques, françois Hérincq, pierre étienne simon Duchartre, ch Naudin. 1857. Flore des jardins de l'Europe, Manuel général des plantes arbres et arbustes: comprenant leur origine, description, culture ; leur application aux jardins d'agrément, à l'agriculture, aux forêts, aux usages domestiques, aux arts et à l'industrie, et classés selon la méthode de Decandolle, vol. 4. Ed. Librarie Agricole de Dusacq.leer. 1003 pp.

- françois Hérincq. 1864. "Le Règne végétal divisé en traité de botanique générale, flore médicale et usuelle, horticulture botanique"

- ---------------------. 1866. "Le nouveau jardinier illustré". 1.794 pp.

- ---------------------. 1867. L'Horticulteur français de mil huit cent cinquante et un: journal des amateurs et des intérêts horticoles. 390 pp. Edición de 2010: 674 pp. Ed. BiblioBazaar. ISBN 1-143-26769-9 leer

- ---------------------. 1867. "Il n'y a pas de sève descendante, extrait des dissertations sur la végétation"

- ---------------------. 1869. Observations critiques sur l'origine des plantes domestiques. Ed. Donnaud. 36 pp.leer

- ---------------------, frédéric Gérard. 1870. Horticulture: Jardin potager et jardin fruitier. Vols. 11-12 de Le Règne végétal. Ed. L. Guérin. 674 pp.

- aristide Dupuis, françois Hérincq. 1871. Horticulture: végétaux d'ornement. Volúmenes 13-14 de Le Règne végétale. Ed. L. Guérin. 382 pp.

- françois Hérincq.1872. L'Horticulteur français...

- ---------------------. 1876. "La Vérité sur le Prétendu Silphion de la Cyrenaique"

- ---------------------. 1876. La vérité sur le prétendu Silplrion de la Cyrénaique (Silphium cyrenaicum du Dr. Laval) ce qu'il est; ce qu'il n'est pas. 51 pp.

- ---------------------, aristide Dupuis, a. Pilon. 1884. "Végétaux d'ornement : donnant des notions générales sur l'horticulture florale"[1]

- ---------------------, fr Gerard, Óscar Réveil. 2009. Traite Botanique Generale, vol. 1. Ed. A. Pilon & cie. 518 pp. ISBN	1115278967

## Honores

### Epónimos
Género
- (Gesneriaceae) Herincquia Decne. ex Jacques & Hérincq[2]

Especies
- (Fabaceae) Mimosa herincquiana Micheli[3]

- (Melastomataceae) Leandra herincquiana Cogn.[4]

- (Mimosaceae) Mimosa herincquiana Micheli[5]

- (Rosaceae) Cerasus herincquiana Lavallée[6]

- rosa François Hérincq, realizada por hibridación por Victor Verdier, en 1853.

- La abreviatura «Hérincq» se emplea para indicar a François Hérincq como autoridad en la descripción y clasificación científica de los vegetales.[7]